# Zi iuliană
Ziua iuliană este baza unui sistem de datare constând în socotirea zilelor și fracțiilor de zi scurse de la o dată convențională fixată la 1 ianuarie  -4712, la ora 12. 
Termenul de zi iuliană este folosit și de către CNES și NASA pentru datarea diverselor evenimente. Numărul de zile scurse este socotit de la 1 ianuarie 1950, la 0 h, pentru CNES și de la 24 mai 1968, la 0 h, pentru NASA.
Datarea în zile iuliene face deosebit de simple calculele asupra datelor deoarece este independentă de ciclurile calendaristice complexe (durată inegală a lunilor, luni intercalate, zile suplimentare, ani bisecți etc.). 
Zilele iuliene sunt utilizate îndeosebi pentru datarea evenimentelor astronomice. Ele servesc la stabilirea  comodă a corespondențelor dintre calendare. Ele au fost puse în aplicare, adesea sub o formă modificată, în sistemele de date interne ale softurilor informatice.

## Zile iuliene șicalendar iulian
Joseph Juste Scaliger, inventatorul zilelor iuliene în secolul al XVI-lea, și-a calificat sistemul drept iulian în onoarea tatălui său, Jules César Scaliger, dar și pentru că rezulta din calcule făcute pe calendarul iulian.
Calificativul iulian este sursă de ambiguități: datările în zile iuliene și datele din calendarul iulian nu au nicio legătură și nu trebuie confundate. În română se vorbește despre zile iuliene (abreviat z.i. în română); de dată iuliană sau de dată din calendarul iulian în al doilea caz.
Abrevierile engleze sunt ambigue și trebuie să fie interpretate ținând seama de context: abrevierea JD este folosit uneori pentru „ Julian Date” (dată din calendarul iulian) și alteori pentru „Julian Day” (Zi iuliană).

## Reguli de utilizare

### Numerotația anilor
Corespondențele dintre zilele iuliene și calendare  cer ca să se folosească cronologia astronomică:
- în cronologia uzuală, anul 0 nu există; anul precedent al anului 1 d.Hr. este anul 1 î.Hr. Avem astfel succesiunea cronologică:

… ; 3 î.Hr.; 2 î.Hr.; 1 î.Hr. 1 d.Hr.; 2 d.Hr.; 3 d.Hr.; ...
- în cronologia astronomică, anul prededent anului 1 este anul 0. Avem, prin urmare, succesiunea cronologică:

… ; -2 ; -1 ; 0 ; 1 ; 2 ; 3 ; etc.
Doar cronologia astronomică permite calcule simple asupra datelor: această numerotație a anilor trebuie utilizată în calculele cu zilele iuliene. De aceea data origine a zilelor iuliene este definită ca 1 ianuarie -4712 (cronologie astronomică). În cronologia uzuală, este 1 ianuarie 4713 î.Hr.

### Fracțiuni de zile

#### Origine orară
Scaliger a fixat originea la ora 12 heures din 1 ianuarie -4712. Această origine la ora 12 a pus numeroase probleme cronologiștilor obișnuiți să utilizeze originea zilei la ora 0. Mai multe variante ale zilei iuliene au fixat originea la ora 0.
În sistemul zilelor iuliene, un moment din zi, în oră, minut, secundă, fracțiune de secundă, este exprimat în fracțiune de zi. Se adaugă, prin urmare, dacă este necesar, zilei iuliene corespunzătoare unei date, fracțiunea de zi corespunzătoare momentului zilei considerate.

#### Conversia unui moment în fracție de zi iuliană și conversia reciprocă
Algoritmii următori permit să se convertească în fracție de zi iuliană un moment dat, în ore, minute și secunde și reciproc.
Format:Cutie derulantă/început
În formulele care urmează, timpul este decontat, în ore, minute, secunde, potrivit metodei contemporane, în sistemul de 24 de ore pornind de la 0 h. De notat că fracția F poate fi negativă (pentru orele anterioare orei 12 h): aceasta rezultă din faptul că Zilele iuliene, în definiția lor originală, încep la 12 h.

#### Conversia orelor, minutelor, secundelor în fracții de zi
Formula următoare  permite conversia orei (h), minutului (m), secundei și fracției de secundă (s) a unui moment dat în fracție de Zi iuliană F:
{\displaystyle F={\frac {h-12}{24}}+{\frac {m}{1440}}+{\frac {s}{86400}}}
(Adăugați F la numărul de Zile iuliene obținute pornind de la dată (lună, zi, an). Pentru diverse calendare, numărul de Zile iuliene ale unei date date poate fi calculat cu ajutorul algoritmilor propuși la capitolul Algoritmi de trecere de la zilele iuliene la calendarele gregorian, iulian, musulman și evreiesc care urmează. Fracția F este negativă dacă momentul considerat este cuprins între 0 h și 12 h.)

#### Conversia unei fracții de zi în ore, minute, secunde
Algoritmul următor permite conversia unei fracțiuni de zi F în oră (h), minute (m), secunde și fracțiuni de secundă (s) a unui moment dat:
| Notare : ROTUNJIT(X) : X este rotunjit la numărul întreg cel mai aproape. Această rotunjire este destinată compensării impreciziei calculelor cu virgulă flotantă). |
{\displaystyle h=\operatorname {ROTUNJIT} (24F)}
{\displaystyle m=\operatorname {ROTUNJIT} (1440(F-\operatorname {ROTUNJIT} ({\frac {h}{24}})))}
{\displaystyle s=86400(F-\operatorname {ROTUNJIT} ({\frac {h}{24}})-\operatorname {ROTUNJIT} ({\frac {m}{1440}}))}
Format:Cutie derulantă/sfârșit